# Gostiny dvor
Gostiny dvor (en russe : гостиный двор, littéralement « cour des hôtes », ou « halle des marchands ») est un terme générique russe désignant les halles : un marché couvert ou un centre commercial. Ces structures rassemblaient de petites boutiques où les marchands d'autres villes pouvaient, à des moments déterminés, venir vendre leurs marchandises. Construits dans chaque grande ville de Russie à la fin du XVIIIe siècle ou au début du XIXe siècle, ils sont de beaux exemples de l'architecture néoclassique.
Le plus connu est le Gostiny Dvor de Saint-Pétersbourg, situé sur la perspective Nevski. Le Gostiny Dvor de Moscou se trouve à côté de la place Rouge, derrière le Goum. Un autre se trouve dans la ville portuaire de Kronstadt, près de Saint-Pétersbourg. 

## Galerie

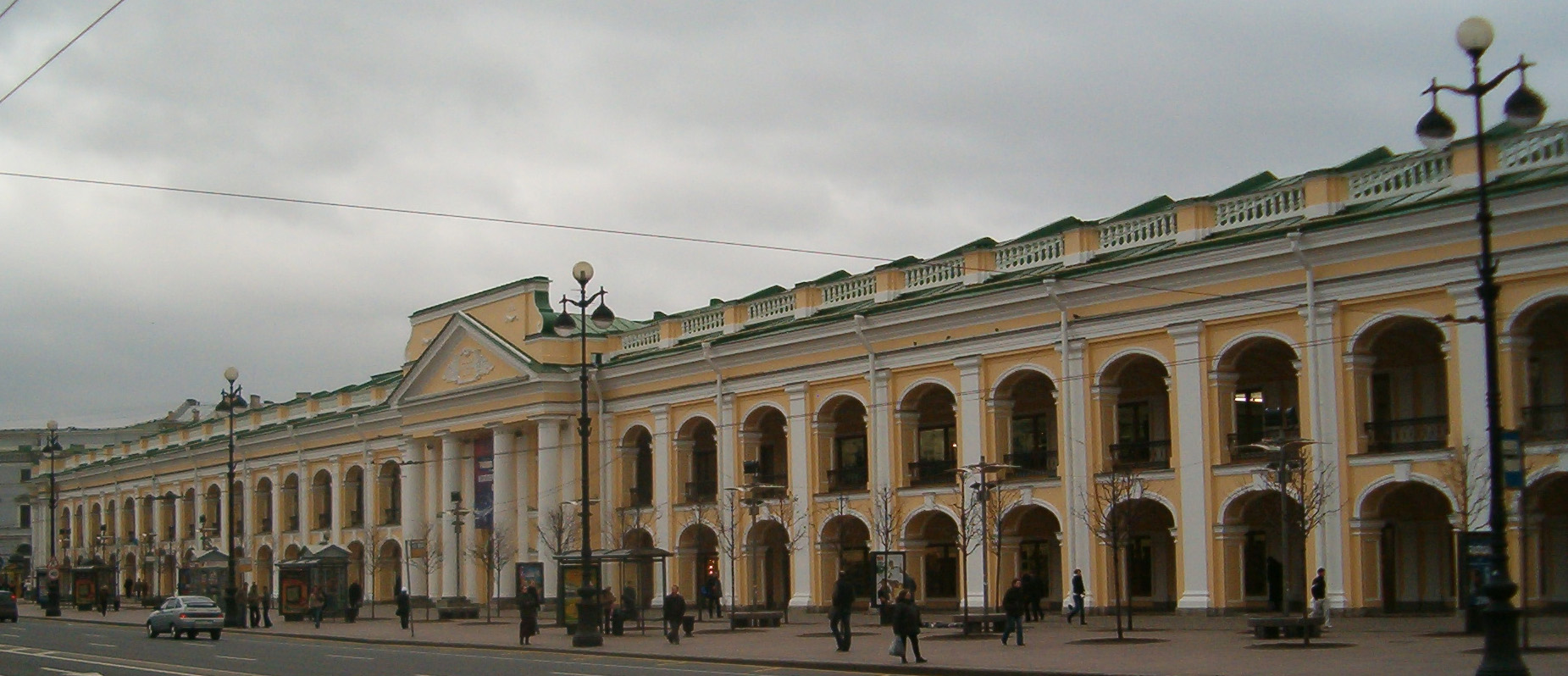
Gostiny Dvor de Saint-Pétersbourg.
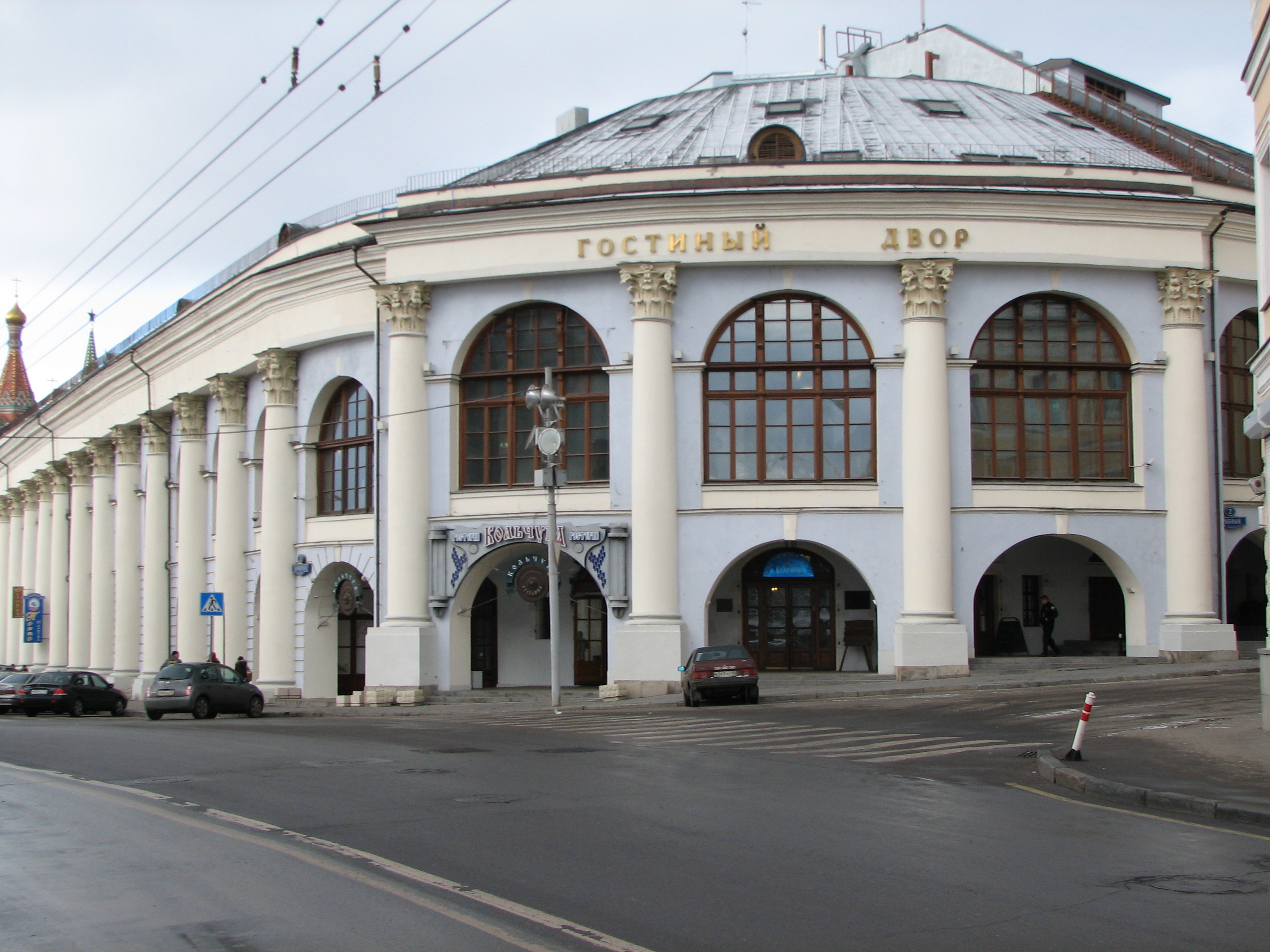
Vieux Gostiny Dvor de Moscou.
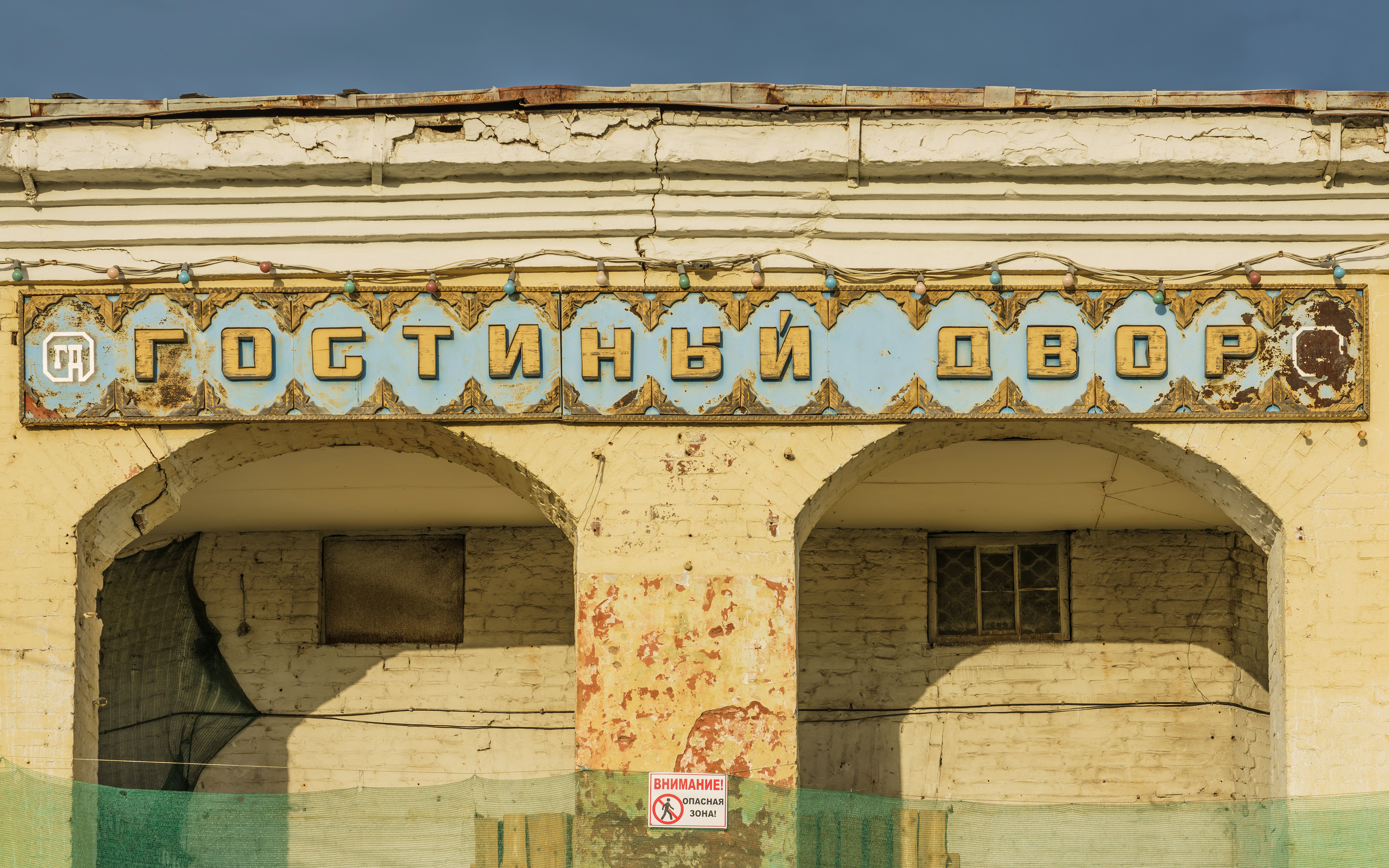
Détail du grand Gostiny dvor de Koungour.
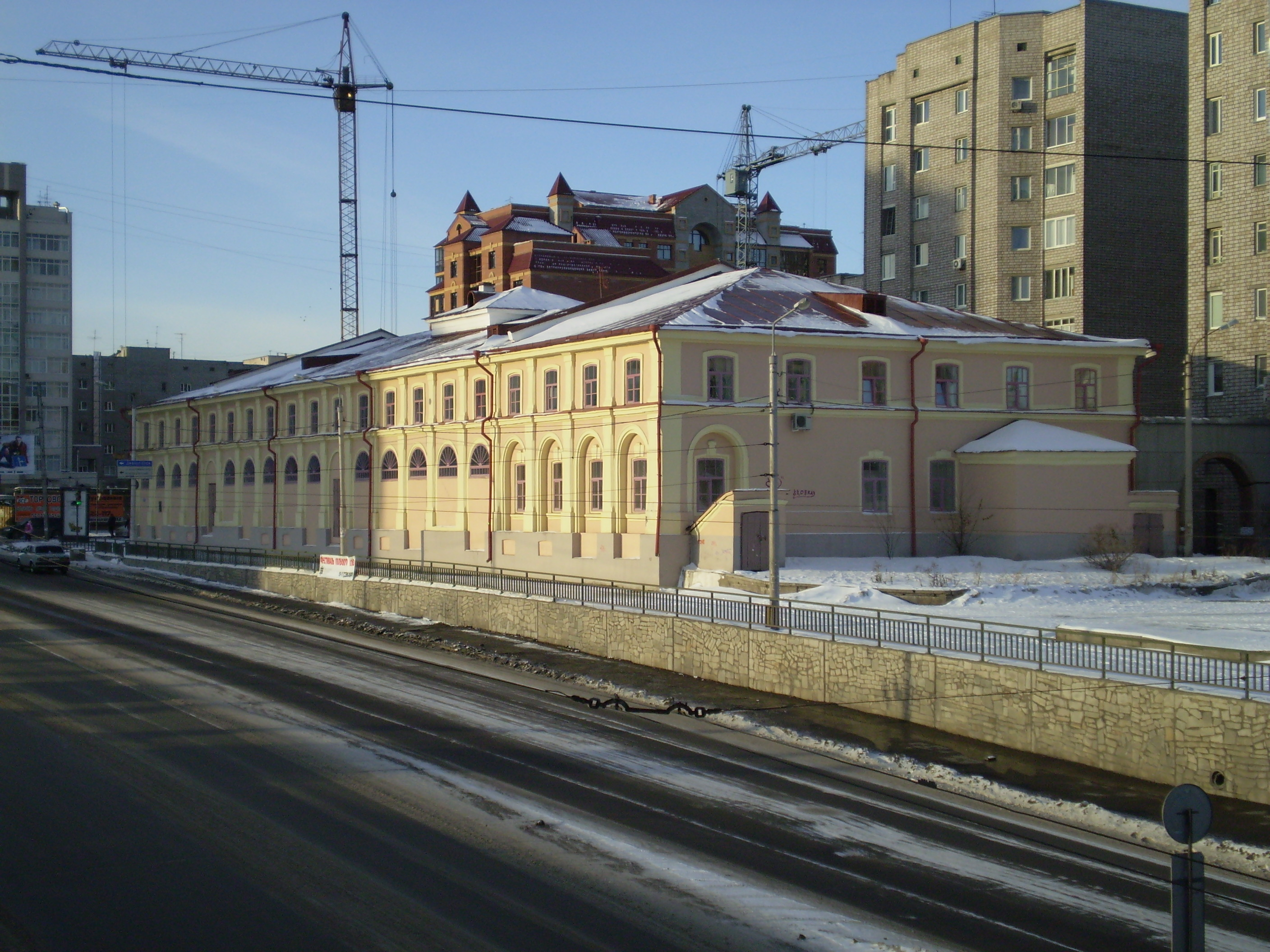
Gostiny dvor de Krasnoïarsk.
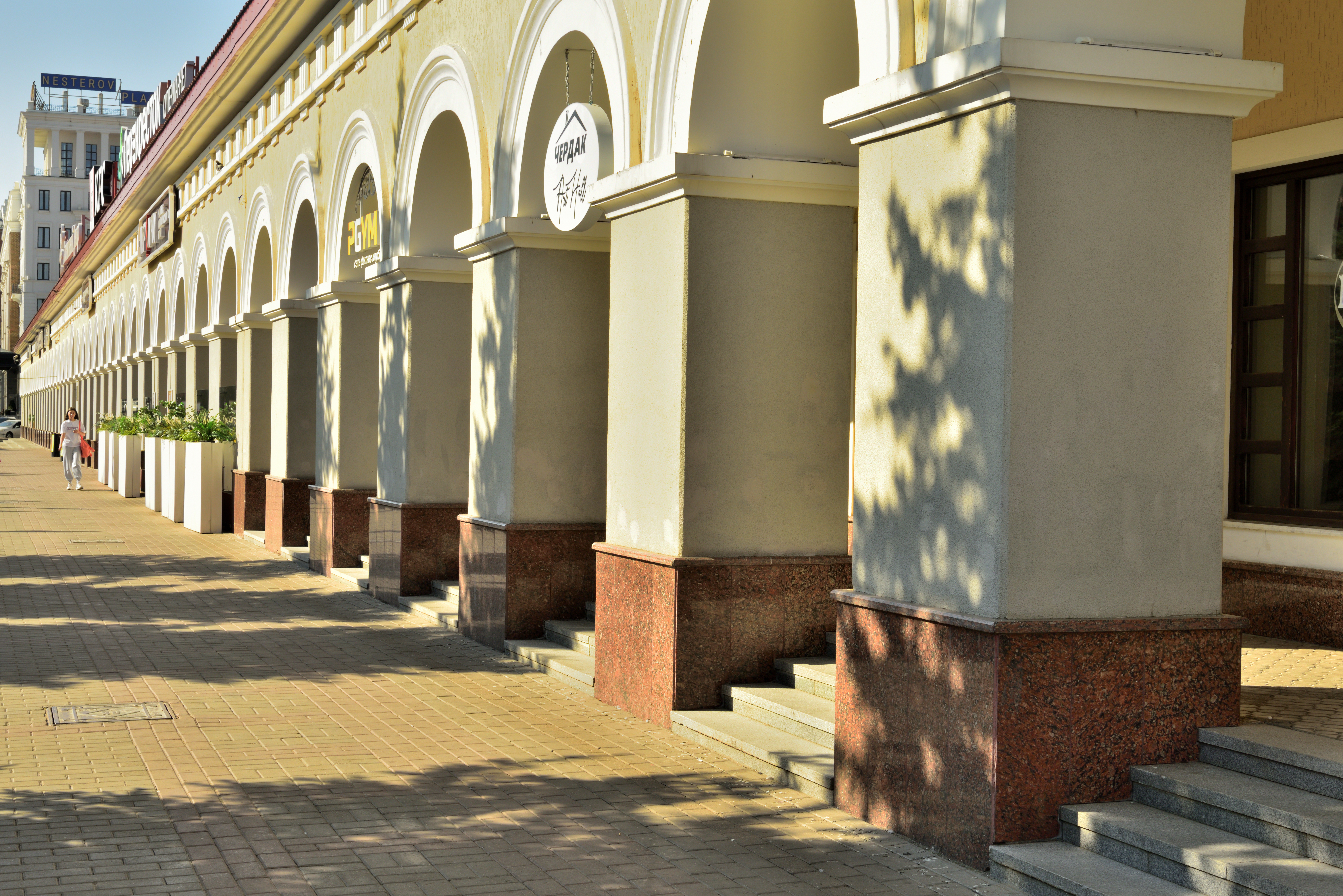
Détail du Gostiny dvor d'Oufa.